# Ladislav Verner
Ladislav Verner (nar. 19. února 1957, Semechnice) je konstruktér, manažer, podnikatel, zakladatel firmy SOMA na výrobu flexotiskových strojů.

## Život
Po studiu střední průmyslové školy strojní v Novém Městě nad Metují nastoupil na Vysoké učení technické v Brně. Po ukončení studií v roce 1981 nastoupil do podniku TESLA Lanškroun jako konstruktér jednoúčelových strojů. V letech 1990–1992 se stal ředitelem celé divize vývoje a výroby jednoúčelových strojů. Během privatizace přišel s projektem vybudovat z divize firmu s vlastním finálním výrobkem. Projekt neuspěl. Divizi nakonec koupil za 43 milionů na úvěr. Tehdy divize zaměstnávala 330 lidí, neměla ani výrobní program, ani zákazníky, a byla zadlužená. Z této divize vytvořil českou firmu SOMA s globálně konkurenceschopným vlastním výrobním programem, vlastním vývojem, marketingem, prodejem, výrobou a servisem. Se zhruba 250 zaměstnanci vytváří více než miliardový obrat.
Ve svých vystoupeních a komentářích se zabývá důvody současného stavu českého průmyslu a na příkladu své firmy ukazuje možné cesty k její nápravě.
Je ženatý, má dvě děti.